# Ramon Berenguer d'Aragó i d'Anjou
Ramon Berenguer d'Aragó i d'Anjou (1308 - ca. 1366) fou príncep d'Aragó, comte de Prades i baró d'Entença (1324-1341) i comte d'Empúries (1341-1364).

## Orígens familiars
Fou el fill petit de Jaume el Just i Blanca de Nàpols. El rei li va concedir el comtat de Prades i la baronia d'Entença però el 1341 el canvià amb el seu germà Pere d'Aragó pel Comtat d'Empúries.

## Núpcies i descendents
El 1326 es volgué casar amb Beatriu de Xèrica, filla de Jaume II de Xèrica però finalment es casà el 1327 amb Blanca de Tàrent. D'aquest matrimoni nasqueren:
- la infanta Joana d'Empúries (1330-1395), casada el 1346 amb el senyor de Villena Ferran Manuel, fill de Joan Manuel de Castella
- la infanta Blanca d'Empúries (1334-?), casada amb Hug II de Cardona
- l'infant Joan I d'Empúries (1338-1398), comte d'Empúries

El 1339 a la mort de Blanca es casà a la catedral de València amb Maria de Xèrica, també coneguda com (Maria Alvarez), filla del baró Jaume d'Aragó. D'aquest matrimoni no hi hagué fills.

## Controvèrsia
Segons uns historiadors, Joan I d'Empúries era fill de Maria de Xèrica; segons altres d'aquest matrimoni no hi hagueren fills.

## Ramon Berenguer I d'Empúries
Durant la guerra dels Dos Peres, un estol castellà va salpar de Cartagena amb la intenció de destruir el poder marítim català, i després de prendre Guardamar va desembarcar a la ciutat de València, defensada per Ramon Berenguer I d'Empúries, però la guarnició no va sortir de la ciutat per presentar batalla, i els assaltants van reembarcar per combatre a les costes catalanes.
El 1364 va fer donació del comtat al seu fill Joan d'Empúries, any en què es va casar. A partir d'aquell moment no se sap res més amb certesa sobre Ramon Berenguer I d'Empúries, si bé sembla que va entrar de monjo en algun convent.